# メディア・ブラスターズ
メディア・ブラスターズ（Media Blasters、MB）は、1997年にジョン・シラベラによって設立された、ニューヨークに拠点を置くアメリカのエンターテインメント企業。日本の漫画やアニメ、アジアの映画、テレビ番組、アダルトアニメ、怪獣映画、インディペンデント映画、ホラー映画、エクスプロイテーション映画などのライセンスを管理し、翻訳し、北米市場に公開する業務を行っている。この会社は、『るろうに剣心 -明治剣客浪漫譚-』、『剣風伝奇ベルセルク』、『バクマン。』、『エイケン』、『無限の住人』などの人気タイトルのライセンスを管理してきた。